# Rovshan Bayramov
Rovshan Bayramov (n. 7 mai 1987, Bakı, Republica Sovietică Socialistă Azerbaidjană) este un luptător ce a reprezentat Azerbaidjan, medaliat olimpic. A participat la 3 ediții ale Jocurilor Olimpice (2008, 2012, 2016) în care a câștigat două medalii de argint.